# L'Escale du désir
Pour plus de détails, voir Fiche technique et Distribution.
L'Escale du désir ou La caravelle Isabelle partira ce soir (La balandra Isabel llegó esta tarde) est un film argentin réalisé par Carlos Hugo Christensen, sorti en 1950.

## Synopsis
Le capitaine d'un bateau transit entre l'île Margarita et le Venezuela continental, entretenant une relation dans chacun des deux lieux.

## Fiche technique
- Titre : L'Escale du désir
- Titre original : La balandra Isabel llegó esta tarde
- Réalisation : Carlos Hugo Christensen
- Scénario : Carlos Hugo Christensen et Aquiles Nazoa d'après le roman de Guillermo Meneses
- Musique : Eduardo Serrano
- Photographie : José María Beltrán
- Montage : Nello Melli
- Production : Carlos Hugo Christensen, Enrique Faustin et Luis Guillermo Villegas Blanco
- Société de production : Bolívar Film
- Société de distribution : Cosmorama (France) et Azteca Films (États-Unis)
- Pays :  Argentine et  Venezuela
- Genre : Drame
- Durée : 96 minutes
- Dates de sortie : 
  - Venezuela : 27 juin 1950
  - Argentine : 3 août 1950

## Distribution
- Arturo de Córdova
- Virginia Luque
- América Barrio
- Juana Sujo
- Tomás Henríquez
- Juan Corona
- Luis Galíndez
- Máximo Giráldez
- Pura Vargas
- María Gámez
- Blanca Pereira
- José Luis Sarzalejo
- Paul Antillano
- Carlos Flores
- Néstor Zavarce
- Rafael Cabrera

## Distinctions
Le film a été présenté en sélection officielle en compétition au Festival de Cannes 1951.